# Gefleckte Buschschlange
Die Gefleckte Buschschlange (Philothamnus semivariegatus) ist eine Schlangenart aus der Gattung Philothamnus innerhalb der Familie der Eigentlichen Nattern (Colubrinae).

## Merkmale

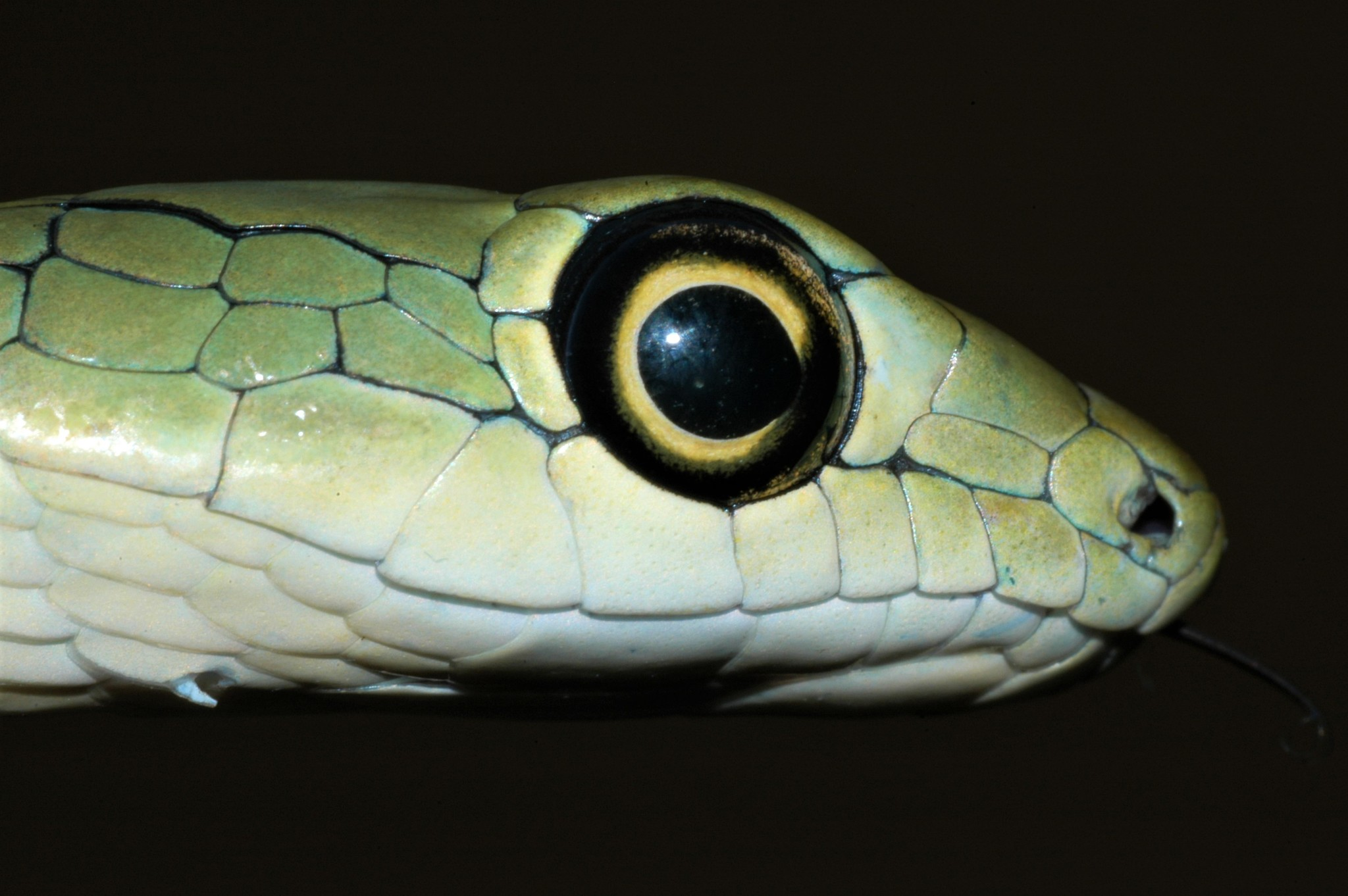
Kopf einer Gefleckten Buschschlange

Die Gefleckte Buschschlange hat eine Länge von durchschnittlich 70 Zentimetern. Maximal wird sie etwa 1,3 Meter lang. Ihre Beschuppung ist dorsal grün mit schwarzen Flecken in der vorderen Körperhälfte und wenig bis keinen in der hinteren. Im Norden ihres Verbreitungsgebiets ist der Schwanz oft kupferfarben. Ventral ist die Beschuppung weiß bis gelblich. Die Ventralia und Subcaudalia sind gekielt, um das Klettern zu ermöglichen. Die Körperform ist schlank und der Kopf flach. Die Iris ist gelb bis rot. Drei Supralabialia unterhalb des Auges berühren dieses. Die Temporalia hinter dem Auge sind paarig angeordnet.
Die Grüne Buschschlange ist ungefährlich, wird aber gelegentlich mit Giftschlangen wie der Grünen und Gewöhnlichen Mamba oder der Boomslang, auch Afrikanische Baumschlange genannt, verwechselt.

## Lebensweise
Die Gefleckte Buschschlange ist tagaktiv und meist baumbewohnend. Sie ernährt sich von kleinen Reptilien und Amphibien wie Eidechsen, Geckos, Chamäleons und Fröschen. Die Weibchen legen im Sommer Gelege aus drei bis zwölf länglich geformten Eiern. Die bevorzugten Habitate der Gefleckten Buschschlange sind Küstengebiete mit Buschland, Akazienwälder, Feucht- und Trockensavannen sowie Halbwüsten.

## Verbreitung
Das Verbreitungsgebiet der Gefleckten Buschschlange liegt in Subsahara-Afrika, wo sie in Meereshöhen bis etwa 2000 Meter gefunden werden kann. Im Sudan liegt ihre nördliche Verbreitungsgrenze etwa bei Khartum. Sie kommt zudem in Eritrea und im Westen Äthiopiens vor. Im Osten Äthiopiens und in Somalia ist sie dagegen kaum anzutreffen. Südlich des Sudans ist sie im Südwesten Ugandas sowie im Südosten Kenias verbreitet. Sie findet sich zudem in ganz Tansania, Ruanda und Burundi. In der Demokratischen Republik Kongo und der Republik Kongo ist ihr Vorkommen noch nicht bestätigt. In Westafrika kommt sie in allen sich auf dem Festland befindenden Ländern bis auf Mauretanien vor. Nach Süden findet sie sich vor allem in Ostafrika.
Die Weltnaturschutzunion stuft die Gefleckte Baumschlange als nicht gefährdet (least concern) ein mit unbekanntem Populationstrend. Aufgrund ihres großen Verbreitungsgebiets kommt sie vermutlich in einigen Naturschutzgebieten vor. So gibt es beispielsweise Beobachtungen aus dem Katavi-Nationalpark im Westen Tansanias und dem Comoé-Nationalpark im Nordosten der Elfenbeinküste.

## Systematik
Die Art wurde 1840 von dem britischen Zoologen Andrew Smith als Dendrophis (Philothamnus) semivariegata wissenschaftlich erstbeschrieben. Sie ist die Typusart der 1847 von Smith aufgestellten Gattung Philothamnus, die 23 weitere Arten (Stand 2022) enthält. Nach phylogenetischen Untersuchungen aus dem Jahr 2018 ist die Art paraphyletisch und enthält vier verschiedene Kladen, von denen angenommen wird, dass sie bis zu vier Kryptospezies, d. h. morphologisch nicht unterscheidbare Arten, darstellen.